# Kerstin Wallin
Kerstin Wallin, född 1945 i Strömsund, är en svensk politiker (socialdemokrat) och ämbetsman.
Hon var kommunalråd i Bräcke kommun 1989–2002, landshövding i Värmlands län 2003–2004 och generaldirektör för Glesbygdsverket 2004–2009.